# Deolinda Rodríguez de Almeida
Deolinda Rodríguez de Almeida (ook wel Deolinda Rodrigues Francisco de Almeida, pseudoniem: Langidila, bijnaam: "Moeder van de revolutie") (Catete, Kinkuzu, 10 februari 1939 – 2 maart 1967) was een Angolees volksheld, nationalist, militant, schrijfster en vertaler die ook les gaf en poëzie schreef. Ze was lid van de Volksbeweging voor de Bevrijding van Angola (MPLA) en medeoprichter van de vrouwenvleugel van het MPLA, de Organização da Mulher de Angola (OMA).

## Biografie
Rodríguez de Almeida werd in 1939 geboren in Catete, Ícolo e Bengo als middelste van vijf kinderen van methodistische ouders die beiden leraar waren. Ze verhuisde naar Luanda waar ze samen woonde met haar neef, de dichter Agostinho Neto die later de eerste president van Angola zou worden. Hoewel ze in scholen van de methodistische missionarissen was opgeleid en in schrijven en vertalen les had gegeven toen ze nog jong was, begon ze tegen het eind van de jaren 1950 de vaderlijke houding van zowel de regering als de kerk te betwijfelen. In 1956 vervoegde Rodríguez de Volksbeweging voor de Bevrijding van Angola (MPLA) als vertaler. Nadat Rodríguez een studiebeurs ontving ging ze in 1959 sociologie studeren aan de Universidade Metodista de São Paulo. Tijdens haar studies correspondeerde ze met Martin Luther King. Uit vrees dat ze uit Brazilië zou worden uitgeleverd vanwege de Portugese relatie tussen haar koloniën en haar steun aan de groeiende strijd voor de Angolese onafhankelijkheid, verhuisde Rodríguez het jaar daarop naar de Verenigde Staten waar ze aan de Drew University ging studeren. Omdat ze echter actief wilde deelnemen aan de onafhankelijkheid van Angola, voltooide Rodríguez haar studies niet en besloot ze de Verenigde Staten te verlaten.] In februari 1961 werd ze gerekruteerd om deel te nemen aan de MPLA-aanval op het Fortaleza de São Miguel de Luanda, later verkreeg ze de eretitel "Moeder van de revolutie".
Rodríguez reisde naar Guinee-Bissau en Congo-Kinshasa, waar zij medeoprichter was van de Organização da Mulher de Angola (Organisatie van Angolese vrouwen; OMA), de vrouwendivisie van de MPLA. Ze ontving guerrillatraining in Kabinda en trad toe tot de Esquadrão Kamy. Ze keerde terug naar Angola in 1962. Als leider en activist van een revolutionaire beweging voerde ze campagne voor mensenrechten in Angola en werd ze geassocieerd met het Corpo Voluntário Angolano de Assistência aos Refugiados (CVAAR). In 1963 verdreef de Angoleses regering het MPLA-leiderschap en dwong hen om naar Brazzaville in de Republiek Congo te vluchten. Haar geschriften van toen toonden een toenemende interesse naar het marxisme-leninisme en een pijnlijk besef dat haar vrouwelijkheid haar onzichtbaar maakte ook al maakte ze deel uit van het leiderschap. Ze uitte haar frustratie over de discriminatie die ze tegenkwam vanwege haar gebrek aan huiselijkheid en zei dat ze werd behandeld alsof single zijn 'schandelijk of duivels' was.
Toen de MPLA in 1966 uit Brazzaville werden verjaagd, verhuisden ze naar de grens met Cabinda waar in de volgende twee jaar intensief werd gevochten. Rodríguez de Almeida werd een martelaar van de strijd om vrijheid toen ze op 2 maart 1967 samen met vier andere OMA-leden (Engracia dos Santos, Irene Cohen, Lucrecia Paim en Teresa Afonso) werd gevangengenomen door de guerrillagroep União dos Povos de Angola (UPA) (later het Frente Nacional de Libertação de Angola; FNLA). Ze werden gemarteld en in het FNLA-kamp Kinkuzu in de Democratische Republiek Congo en geëxecuteerd in de gevangenis.
Haar dagboek werd in 2003 postuum gepubliceerd onder de titel Diário de um exilio sem regresso en haar brieven en correspondentie werden in 2004 gepubliceerd als Cartas de Langidila e outros documentos. In 2010 begonnen de opnamen voor een documentaire over haar leven. Er werd gefilmd in Angola, Brazilië en Mozambique waarbij interviews met medewerkers afgewisseld worden met teksten uit Rodrígues's dagboeken. Het duurde vier jaar voordat de documentaire klaar was en Langidila-diário de um exílio sem regresso (Langidila-Dagboek van een ballingschap zonder terugkeer) werd uitgegeven in 2014 en geeft het verhaal van de onafhankelijkheid van Angola vanuit het perspectief van Rodríguez en haar metgezellen. In 2011 schreef Marcia Hinds Gleckler, die in de jaren vijftig van de twintigste eeuw in de Methodist Missionary Movement had gediend, een online gedenkschrift en boek getiteld Dear Deolinda over hun tijd samen, haar herinneringen en reflecties van het tijdperk.

## Media
- 2003: (pt) Rodríguez, Deolinda (2003). Diário de um exilio sem regresso, 1a. Editorial Nzila, Luanda, Angola. ISBN 978-972-8-82314-6.
- 2004: (pt) Rodríguez, Deolinda (2004). Cartas de Langidila e outros documentos, 1a. Editorial Nzila, Luanda, Angola. ISBN 978-972-8-82378-8.
- 2014: Langidila-diário de um exílio sem regresso (documentaire)